# Trochosippa nigerrima
Trochosippa nigerrima är en spindelart som beskrevs av Roewer 1960. Trochosippa nigerrima ingår i släktet Trochosippa och familjen vargspindlar. Inga underarter finns listade i Catalogue of Life.